# Lepas anatifera
El Peu de cabra (Lepas anatifera, Linnaeus 1758) és una espècie de crustaci cirrípede dins l'ordre Pedunculata. De mida inferior a l'espècie atlàntica (Pollicipes pollicipes, el Percebe), viu formant grups nombrosos que es fixen a objectes flotants a la deriva.

## Descripció
Els exemplars adults es componen d´un peduncle mitjançant el qual s´arrapen al substrat damunt del qual viuen (fustes, plàstics, fulles de posidònia etc) i 5 plaques que envolten la resta del cos. Del costat oposat al peduncle surten els apèndixs filiformes (cirri; són les potes modificades) amb els quals filtren l'aliment.

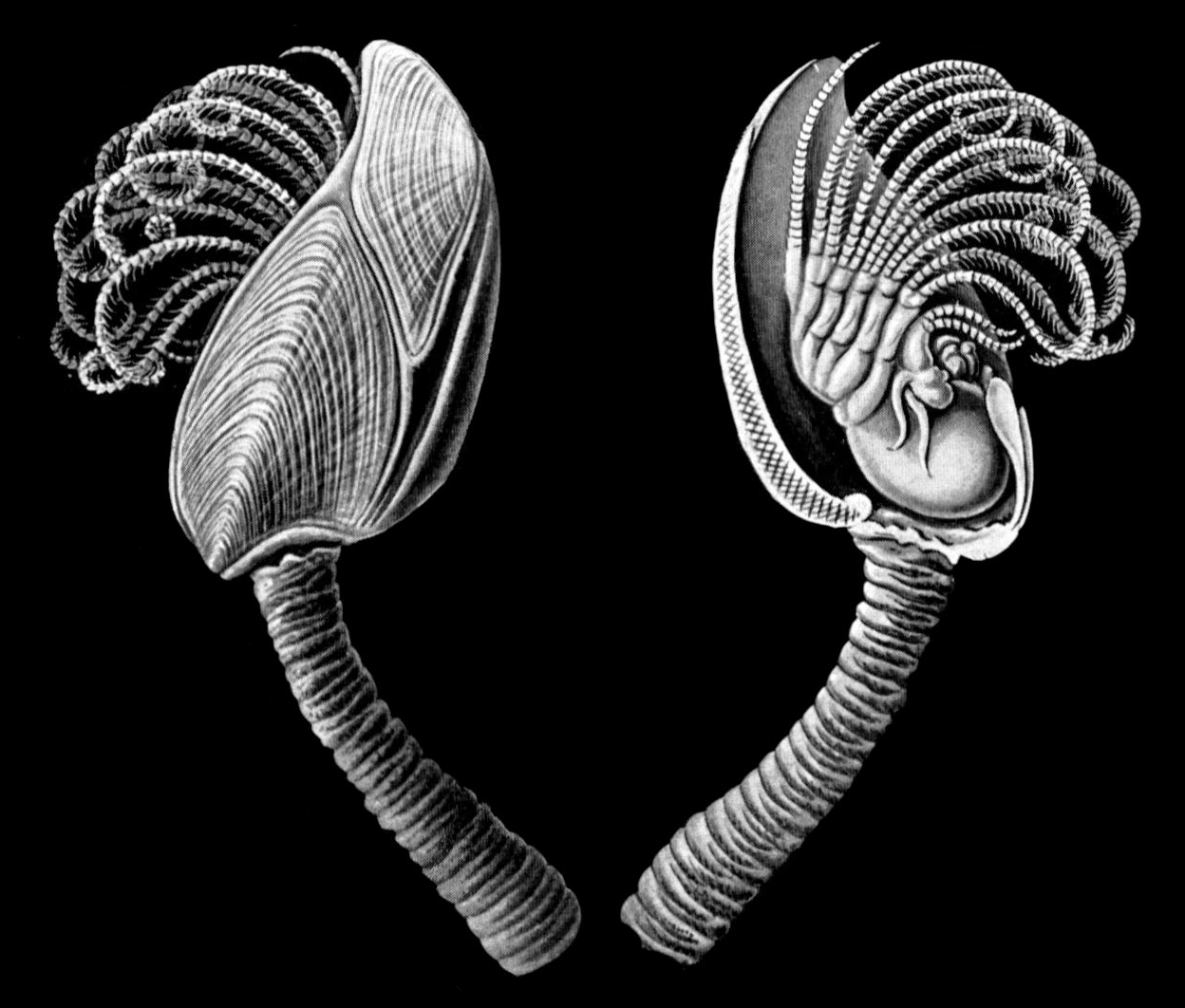
Planxa d´Ernst Haeckel: Kunstformen der Natur (1904).

Com la resta de Cirrípedes, els peus de cabra són animals hermafrodites.

## Distribució
Lepas anatifera és cosmopolita, habita la majoria d´aigües marines temperades, especialment aquelles on la temperatura de l'aigua és superior als 18º

## Nom científic
Lepas prové del grec λεπάς -possible derivat de λέπας  'roca' i també 'escata'- que però era pels clàssics grecs el nom dels barretets (gènere Patella).
Anatífera és un mot compost que significa 'portador d´ànec'; aquest nom es refereix a l'antiga llegenda segons la qual dels peus de cabrit (probablement l'espècie atlàntica, però) naixien ocells com l'oca de galta blanca (Branta leucopsis)

## Històric de la classificació

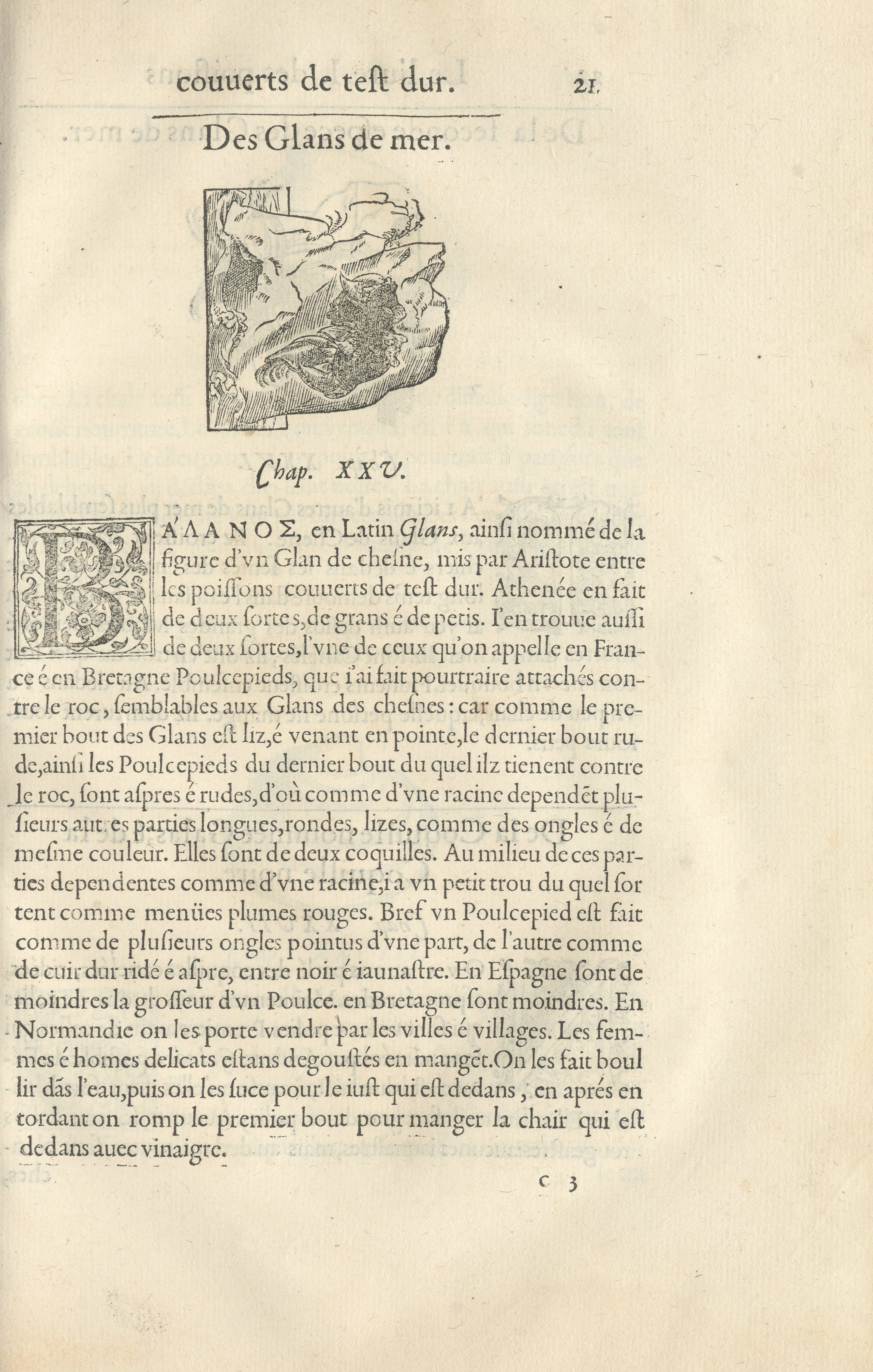
Els peus de cabra al llibre de Rondelet. En el capítol que segueix a aquest va descriure els bàlans

Durant molt de temps els peus de cabra i en general els actuals Cirrípedes van ser considerats mol.luscs. Així, Guillaume Rondelet va incloure els peus de cabra a la seva secció sobre mol.luscs; però ja el va aparellar amb altres actuals cirrípedes com els bàlans, anomenant tant uns com altres glands de mer (amb la qual cosa probablement reflectia el fet que els clàssics grecs els havien anomenat Balani)
Per Cuvier el peu de cabra i la resta dels actuals cirrípedes eren encara mol.luscs. Però ja el fiorentí Niccolò Gualtieri l'havia anomenat Tellina Cancellifera 'tellerina que duu petits crancs', i Favart D´Herbigny i més tard Duméril havien considerat els actuals cirrípedes com a animals intermediaris entre els mol.luscs i els crustacis.

Aquesta singular conquilla pot ser considerada com el passatge que condueix al gènere Crustaci, perquè l'animal que n´habita la closca o que roman tancat a les seves valves, s´assembla a una mena de petit cranc, amb en certa manera la mateixa consistència
Lamarck, per la seva banda, els va situar entre mol.luscs i anèl.lids. Va ser John Vaughan Thompson el 1829 qui va demostrar que es tractava en realitat de crustacis.